# Joey Covington
Pour les articles homonymes, voir Covington.
Joey Covington (né le 27 juin 1945 à East Conemaugh, en Pennsylvanie, et mort dans un accident de voiture le 4 juin 2013 à Palm Springs, en Californie) est connu pour avoir été le premier batteur de Hot Tuna, en 1969, et le troisième batteur de Jefferson Airplane, entre 1969 et 1972. Il a quitté Jefferson Airplane pour enregistrer son propre album Fat Fandango et poursuivre une carrière solo.

## Source
- (en) Cet article est partiellement ou en totalité issu de l’article de Wikipédia en anglais intitulé « Joey Covington » (voir la liste des auteurs).